# Episodi di Kipper - Il più bel cucciolo del mondo (seconda stagione)
Questa voce riassume la seconda stagione della serie televisiva Kipper - Il più bel cucciolo del mondo, composta da 13 episodi trasmessi tra il 24 settembre e il 17 dicembre 1998.

## Elenco episodi
- 14 Kipper In Miami
- 15 Tiger In Teneriffe
- 16 Pig Goes To Poland
- 17 Arnold In Austria
- 18 La spiaggia (The End Of The Summer)
- 19 Kipper Back To School (Part 1)
- 20 Kipper Back To School (Part 2)
- 21 Kipper's Christmas Eve (Part 1)
- 22 Kipper's Christmas Day (Part 2)
- 23 Kipper and His Christmas Present (Part 3)
- 24 Kipper In The Snow
- 25 A Kipper And A Cod
- 26 The Parcel